# الکس هاوز
الکس هاوز (انگلیسی: Alex Howes؛ زادهٔ ۱ ژانویهٔ ۱۹۸۸) دوچرخه‌سوار اهل ایالات متحده آمریکا است.
از باشگاه‌هایی که در آن بازی کرده است می‌توان به کنندیل–دراپاک، کنندیل–دراپاک، دلکو–مارسی پوونس کی‌تی‌ام، و کنندیل–دراپاک اشاره کرد.